# Tiken Jah Fakoly
Doumbia Moussa Fakoly, mais conhecido pelo nome artístico Tiken Jah Fakoly (Odienné, 23 de Junho de 1968), é um cantor de reggae contemporâneo da Costa do Marfim, atualmente residindo em Mali.

## Carreira
Preocupado com a evolução social e política de seu país, não demorou muito para que Tiken Jah escrevesse obras incisivas sobre o ambiente político na Costa do Marfim. Um desses trabalhos foi sobre a morte de Félix Houphouët-Boigny em 1993, que resultou em uma onda de popularidade entre a juventude do país. Em 1998, Fakoly fez sua primeira aparição internacional em Paris.
Tiken Jah Fakoly toca música "para despertar as consciências". A sua música fala sobre as muitas injustiças feitas ao povo do seu país e aos africanos em geral, bem como incita ao apelo ao pan-africanismo e ao ressurgimento económico, político e cultural africano. Como tal, muitos ouvintes africanos sentem uma profunda afinidade com suas letras, já que Fakoly fala pelos oprimidos. Essa conexão ajudou a tornar Tiken Jah Fakoly um artista muito ouvido em todo o mundo.
Desde o aumento da instabilidade política e da xenofobia na Costa do Marfim e após receber ameaças de morte devido às suas letras, Fakoly viveu no exílio em Bamako, Mali, desde 2003. Em dezembro de 2007, Fakoly foi declarado persona non grata no Senegal depois de criticar o presidente Abdoulaye Wade.
Em 2009, Tiken Jah lançou uma campanha intitulada "Un concert une école", ou Um Concerto, Uma Escola. Por meio da campanha, e em colaboração com instituições e associações, ele conseguiu financiar a construção de uma escola na aldeia de Touroni e de um colégio em Dianké, Mali. Realizou concertos em Burkina Faso, Costa do Marfim e Guiné, acompanhados por uma vasta campanha de comunicação promovendo a educação.
Tiken Jah Fakoly gravou várias faixas com outros artistas. Ele é apresentado em Steel Pulse: African Holocaust, em Didier Awadi : Stoppez les criminels, em Riké: Airt Frais, em Bernard Lavilliers: Carnets De Bord, em Amadou & Mariam: Dimanche Bamako, em Dub Incorporation Diversité e em Tata Pound: Cikan. Ele também aparece na compilação Consciências Africanas com Mebgane N'Dour. Ele participa do filme Les Oiseaux Du Ciel, direção de Eliane de Latour. 2009 "A lenda do reggae da África em construção", dirigido por Mackie Fagan. Tiken Jah participou ativamente do documentário "Sababou" de Samir Benchikh, que visa promover uma imagem positiva da África e especialmente da Costa do Marfim, demonstrando como pessoas como Tiken têm se empenhado em melhorar as condições de vida das pessoas na África Ocidental por meio da paz e da democracia, combate à fome, promoção da educação, etc. Em 2014 contribuiu com a faixa Cocoa Na Chocolate com outros artistas africanos, em apoio à campanha Do Agric, It Pays da ONE.

## Discografia
- 1993: Les Djelys (apenas cassete - descontinuado)
- 1994: Missiri (apenas cassete - descontinuado)
- 1996: Mangercratie
- 1999: Cours d'histoire
- 2000: Le Caméléon (exclusivo para a África Ocidental )
- 2002: Françafrique (veja a matéria sobre o termo )
- 2004: Coup de gueule
- 2005: África quer ser livre, compilação para apoiar fr: Survie (associação)
- 2007: L'Africain Wrasse Records
- 2008: Live in Paris Wrasse Records
- 2008: Le Caméléon Barclay Records
- 2010: Revolução Africana
- 2014: Dernier Appel Universal Music
- 2015: Racines
- 2019: Le monde est chaud